# Shimogyō

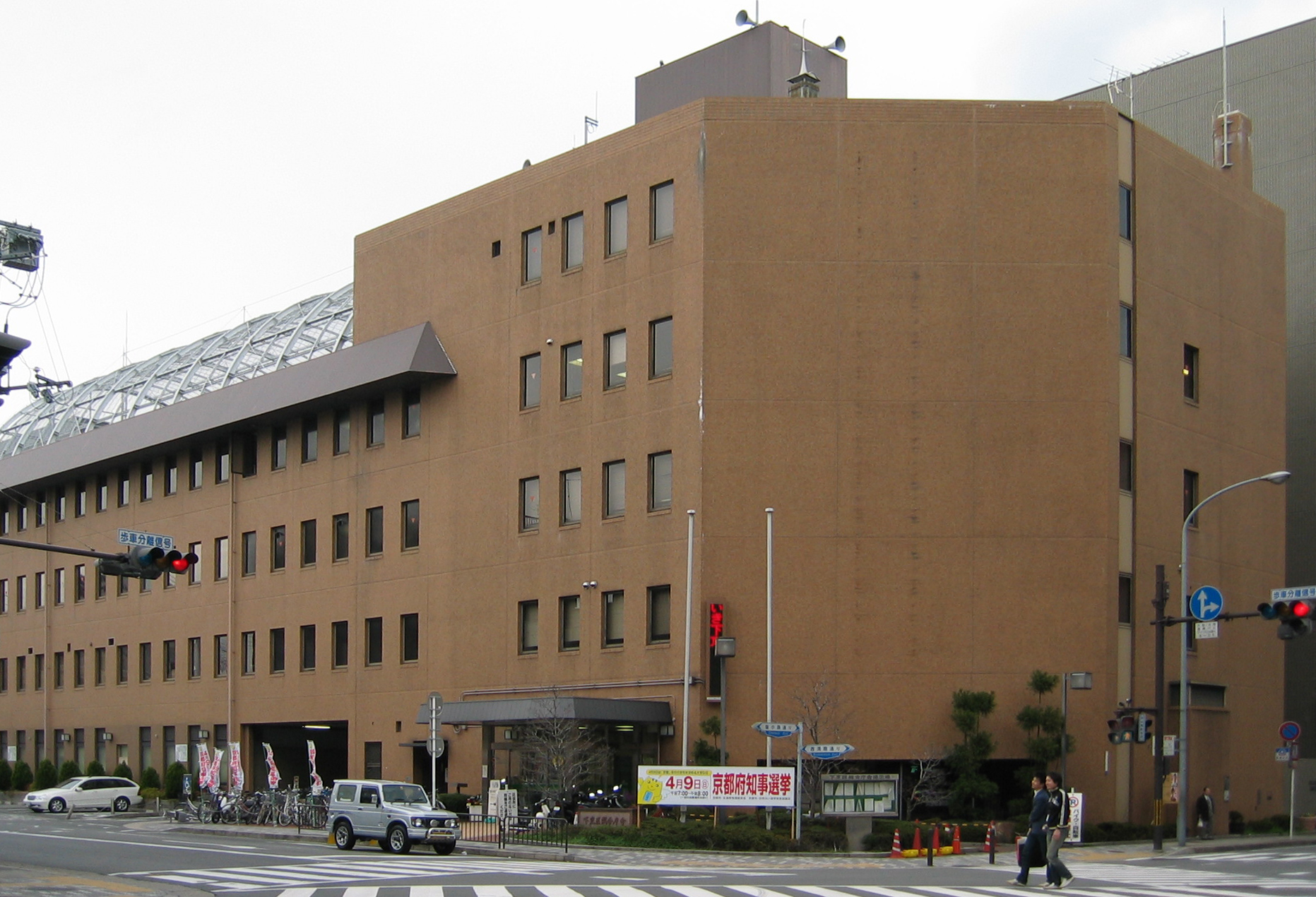
Ajuntament de districte

Shimogyō (下京区, Shimogyō-ku) és un dels onze districtes de la ciutat de Kyoto, a la prefectura del mateix nom, al Japó. El seu nom, traduït al català vol dir "baix de la capital" o "sota la capital", amb els kanjis d'avall (下) i capital (京), fent referència a la seua ubicació geogràfica durant el període com a capital imperial del Japó.

## Geografia
El districte de Shimogyō està situat al centre de l'actual municipi de Kyoto, però abans suposava el sud de l'antiga capital imperial, per això el seu nom: "Shimo" (下): avall, "gyō" (京): capital. Actualment, Shimogyō és el centre neuràlgic de la ciutat i concentra gran part dels comerços i l'entreteniment modern de Kyoto. El carrer Shijō és el centre comerical del districte i de la ciutat, i no gaire lluny d'allà es troben l'estació de Kyoto, amb la seua controvertida arquitectura, i la torre de Kyoto. Tres rius, el Hori, el Kamo i el Takase passen pel districte.

### Barris
- Ikubun (郁文)
- Kakuchi (格致)
- Seitoku (成徳)
- Hōen (豊園)
- Kaichi (開智)
- Nagamatsu (永松)
- Junpū (淳風)
- Seisen (醒泉)
- Shūtoku (修徳)
- Yūrin (有隣)
- Shokuryū (植柳)
- Shōtoku (尚徳)
- Wakamatsu (稚松)
- Kikuhama (菊浜)
- Annei (安寧)
- Kaizan (皆山)
- Baikei (梅逕)
- Ōuchi (大内)
- Kōtoku (光徳)
- Shichijō (七条)
- Shichijō Daisan (七条第三)
- Sūjin (崇仁)
- Nishi-Ōji (西大路)

## Història
Fundat el 1879, Shimogyō és un dels dos districtes originals de Kyoto juntament amb Kamigyō. El 1929 Shimogyō va patir una escissió que donà lloc al districte de Nakagyō, on actualment es troba el govern de la ciutat. Més tard, l'any 1955 tornà a patir una nova escissió, aquesta vegada per a formar el nou districte de Minami. Des de 1955, el districte conserva els seus límits intactes.

## Demografia
| 1920   | 1930   | 1940   | 1950   | 1960 | 1970    | 1980   |
| ------ | ------ | ------ | ------ | ---- | ------- | ------ |
| n/a    | n/a    | n/a    | n/a    | n/a  | 116.200 | 86.821 |
| 1990   | 2000   | 2010   | 2020   | 2030 | 2040    | 2050   |
| 73.457 | 71.212 | 79.287 | 81.905 | -    | -       | -      |

## Transport

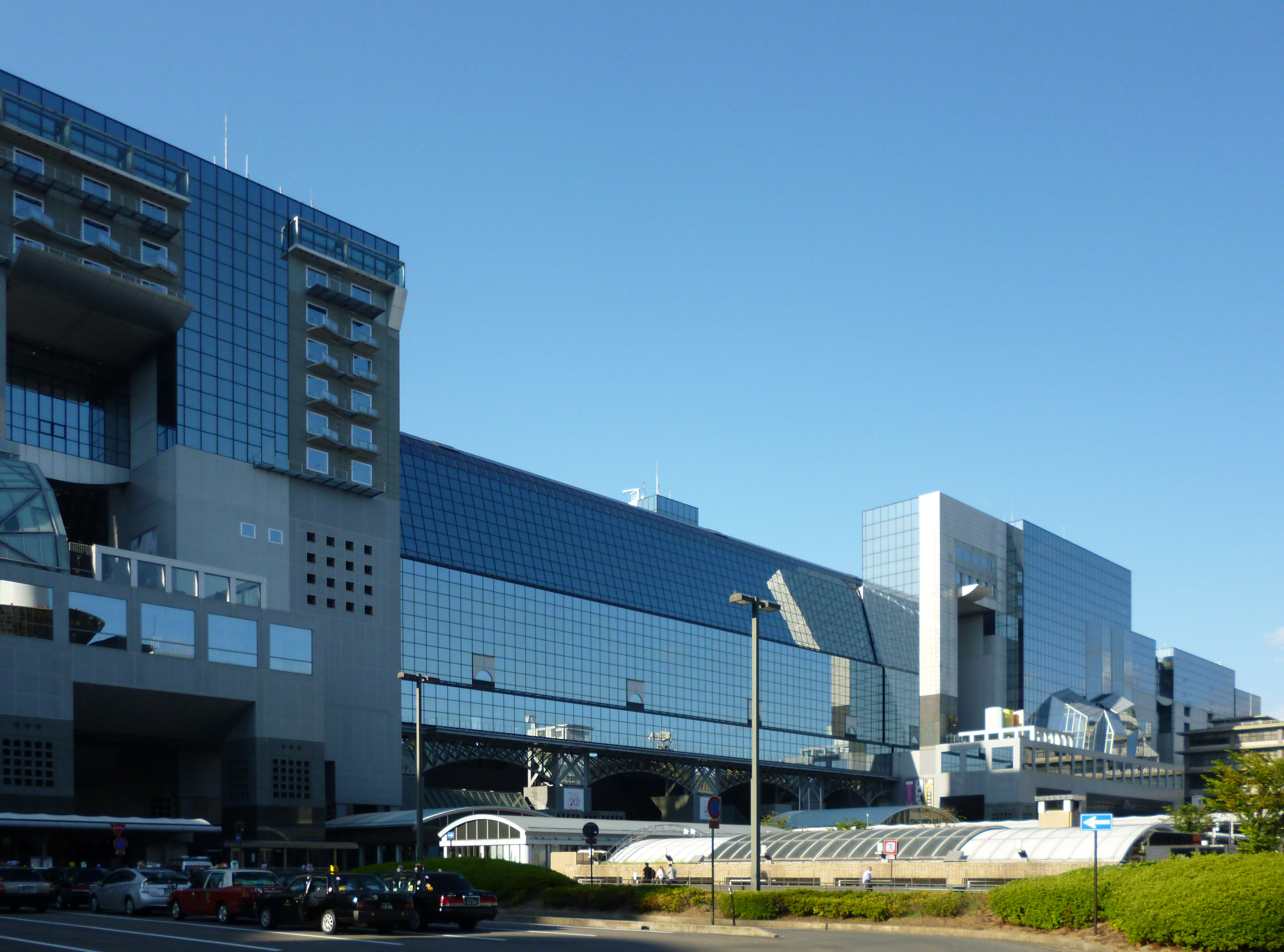
Estació de Kyoto

### Ferrocarril
- Metro de Kyoto
  - Shijō - Gojō - Kyoto
- Companyia de Ferrocarrils del Japó Occidental (JR West)
  - Kyoto - Umekōji-Kyōtonishi - Tanbaguchi
- Ferrocarril Kinki Nippon (Kintetsu)
  - Kyoto
- Ferrocarril Elèctric Hankyū
  - Karasuma - Kyoto-Kawaramachi
- Ferrocarril Elèctric de Kyoto-Fukui (Keifuku)
  - Shijō-Ōmiya